# Giuseppe Rapisardi
Giuseppe Rapisardi (* 15. Januar 1799 in Catania; † 8. April 1853 ebenda) war ein italienischer Maler zwischen Neoklassizismus und Romantik auf Sizilien.

## Leben
Rapisardi war Schüler eines Matteo Desiderato.
Sein künstlerischer Schwerpunkt war die Porträtmalerei. Daneben schuf er aber auch Gemälde und Fresken mit meist religiösem Inhalt, die ausschließlich im Raum Catania entstanden.
Zu seinen Schülern zählen der Sohn Michele Rapisardi und Giuseppe Sciuti.

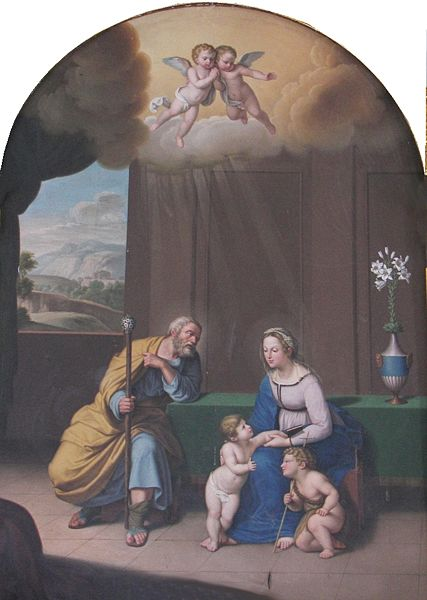
Giuseppe Rapisardi: „Heilige Familie mit Johannesknaben“ (1841). Altarbild in der Santa Lucia (Licodia Eubea)

## Werke (Auswahl)
- Chiesa di San Giuliano (Catania): Kuppelfresko
- Chiesa di San Francesco d’Assisi all’Immacolata (Catania): Ekstase des San Giuseppe da Copertino
- Duomo di Sant’Isidoro Agricola (Giarre): „Madona del Rosario“ und „Übergang des Heiligen Josef“
- Chiesa dell’Oratorio dei Padri Filippini (Acireale): Deckenfresko
- Chiesa di Santa Lucia (Adrano): „Der Märtyrergang der Heiligen Lucia“
- Teatro Bellini (Adrano): „Timoleon dankt für den Sieg“ bemalter Theatervorhang
- Chiesa di San Vito martire (Mascalucia): „Die Heiligen Vitus und Artemia“
- Chiesa di Santa Lucia (Licodia Eubea): Heilige Familie mit dem Johannesknaben (1841)
- Santuario dei Santi Alfio, Filadelfo e Cirino martiri (Trecastagni): „Apotheose der Heiligen Märtyrer“ und „Madonna della Grazie“
- Chiesa Madre (Zafferana Etnea): „Madonna della Powidenza“